# Олимпийский овал Юты
Олимпийский овал Юты (англ. Utah Olympic Oval) — конькобежный каток в Кирнсе, штат Юта, в 23 км к юго-западу от Солт-Лейк-Сити. Построен к Олимпиаде 2002 года для проведения соревнований по конькобежному спорту. Первым соревнованием на катке стал чемпионат мира на отдельных дистанциях в марте 2001 года. После Олимпиады на катке регулярно проводятся этапы Кубка мира. В 2005 году на катке прошел чемпионат мира в спринтерском многоборье, в 2007 — чемпионат мира на отдельных дистанциях.
Каток расположен в гористой местности на высоте 1425 метров. Из-за более разреженной атмосферы сопротивление воздуха при беге конькобежца меньше, чем на равнинных катках, поэтому на Олимпийском овале регулярно устанавливались рекорды мира. Все современные рекорды мира в конькобежном спорте установлены на двух высокогорных катках — Олимпийском овале Юты и на Олимпийском овале в Калгари (1105 м над уровнем моря).
Размеры сооружения: ширина 90 м, длина 200 м, высота крыши — 17 м. Под ледовым полотном установлены охлаждающие трубы общей протяженностью 53 км. Стоимость строительства составила около 30 млн долларов.

## Рекорды катка
| Мужчины                 | Мужчины  | Мужчины                                                    | Мужчины       | Мужчины    |
| Дистанция               | Время    | Конькобежец                                                | Дата          | Примечание |
| ----------------------- | -------- | ---------------------------------------------------------- | ------------- | ---------- |
| 100 м                   | 9,40     | Юя Оикава                                                  | 7.3.2009      |            |
| 500 м                   | 33,61    | Павел Кулижников                                           | 9.03.2019     | WR         |
| 2×500 м                 | 68,170   | Джереми Уотерспун                                          | 10-11.11.2007 |            |
| 1000 м                  | 1.05,69  | Павел Кулижников                                           | 15.02.2020    | WR         |
| 1500 м                  | 1.40,17  | Кьелд Нёйс                                                 | 10.03.2019    | WR         |
| 5000 м                  | 6.01,56  | Нильс ван дер Пул                                          | 3.12.2021     | WR         |
| 10 000 м                | 12.33,86 | Грэм Фиш                                                   | 14.02.2020    | WR         |
| Командная гонка         | 3.34,68  | Нидерланды · Марсел Боскер · Дауве де Врис · Свен Крамер   | 15.02.2020    | WR         |
| Командный спринт        | 1.17,75  | Канада · Уильям Даттон · Александр Сен-Жан · Венсан Де Этр | 22.11.2015    |            |
| Спринтерское многоборье | 135,355  | Джереми Уотерспун                                          | 10-11.11.2007 | [ 2 ]      |
| Классическое многоборье | 147,755  | Шани Дэвис                                                 | 27-28.12.2007 |            |

| Женщины                 | Женщины | Женщины                                                | Женщины       | Женщины    |
| Дистанция               | Время   | Конькобежка                                            | Дата          | Примечание |
| ----------------------- | ------- | ------------------------------------------------------ | ------------- | ---------- |
| 100 м                   | 10,21   | Дженни Вольф                                           | 7.3.2009      |            |
| 500 м                   | 36,36   | Ли Сан Хва                                             | 16.11.2013    | WR         |
| 2×500 м                 | 74,420  | Дженни Вольф                                           | 9-10.3.2007   | WR         |
| 1000 м                  | 1.11,61 | Бриттани Боу                                           | 9.03.2019     | WR         |
| 1500 м                  | 1.49,84 | Михо Такаги                                            | 10.03.2019    | WR         |
| 3000 м                  | 3.52,02 | Мартина Сабликова                                      | 9.03.2019     | WR         |
| 5000 м                  | 6.39,02 | Наталья Воронина                                       | 15.02.2020    | WR         |
| Командная гонка         | 2.50,76 | Япония · Нана Такаги · Аяно Сато · Михо Такаги         | 14.02.2020    | WR         |
| Командный спринт        | 1.24,02 | Нидерланды · Фемке Кок · Ютта Лердам · Летиция де Йонг | 13.02.2020    | WR         |
| Спринтерское многоборье | 148,015 | Хизер Ричардсон                                        | 10-11.11.2007 |            |
| Классическое многоборье | 159,605 | Синди Классен                                          | 8-9.1.2005    |            |